# Dantrolen
Dantrolen este un medicament miorelaxant periferic, acționând prin inhibarea eliberării ionilor de calciu din reticulul sarcoplasmatic (mecanism diferit față de al curarizantelor). Este utilizat în tratamentul hipertermiei maligne și a unor stări însoțite de spasticitate (de exemplu, post accident vascular cerebral sau scleroză multiplă). Căile de administrare disponibile sunt oral și intravenos.